# Otacilia komurai
Espèce
Synonymes
- Phrurolithus komurai Yaginuma, 1952

Otacilia komurai est une espèce d'araignées aranéomorphes de la famille des Phrurolithidae.

## Distribution
Cette espèce se rencontre au Japon, en Chine et en Corée du Sud.

## Description
Les mâles mesurent de 2,80 à 3,50 mm et les femelles de 3,20 à 4,85 mm.

## Publication originale
- Yaginuma, 1952 : Two new species (Phrurolithus and Ariamnes) found in Japan. Arachnological News, vol. 21, p. 13-16.